# Lamna nasus
El Tiburón cailón (Lamna nasus) es una especie de elasmobranquio lamniforme de la familia Lamnidae; en España es también conocido como marrajo sardinero o marrajo del norte. Habita en aguas templadas y frías de ambos hemisferios.

## Descripción

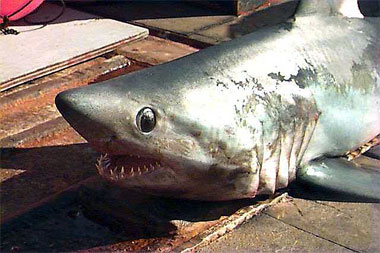
Un tiburón cailón pescado y puesto sobre un muelle.

El cailón es un tiburón de cuerpo robusto, con el dorso de negro azulado a gris pardusco, que vira bruscamente a más claro a lo largo de los flancos, superficie ventral blanca. El hocico es relativamente largo y cónico, con ojos grandes y negros, de aproximadamente un tercio de la longitud total del hocico. Las 5 hendiduras branquiales son largas y todas ellas están por delante del origen de la aleta pectoral. La primera aleta dorsal es grande y erecta, cuyo origen se encuentra por encima de la base o del borde interno de la aleta pectoral, su borde posterior es convexo y presenta el extremo posterior libre y de color blanco; la segunda aleta dorsal es relativamente pequeña y se origina encima o ligeramente por delante de la aleta anal. Las aletas pectorales son grandes y su longitud es menor que la longitud de la cabeza y a menudo con el extremo dorsal posterior libre y pálido mientras que la región ventral tienen el extremo moteado y moderadamente oscuro. Las aletas pélvicas son moderadamente grandes, de mayor tamaño que la segunda aleta dorsal y que la anal y presentan una mancha anterior más oscura. La aleta anal es relativamente pequeña, del mismo tamaño que la segunda aleta dorsal. El pedúnculo muestra unas depresiones precaudales superior e inferior y quillas laterales altas, junto con quillas caudales secundarias. La aleta caudal es grande, en forma de medialuna y con una muesca subterminal muy poco marcada. En cuanto a la dentición, la mandíbula superior tiene de 22 a 31 hileras de dientes mientras que la inferior tiene de 24 a 29 hileras. Los dientes son grandes con cúspides de bordes lisos y cúspides de menor tamaño a cada lado. Presenta diastemas detrás del tercer diente superior y en la unión de las hemimandíbulas (sínfisis) derecha e izquierda tanto superiores como inferiores.

## Tamaño
Su longitud suele oscilar en torno a los 244 cm aunque se han llegado a describir especímenes de hasta 355 cm. Su peso puede llegar a los 230 kg, aunque algunos autores sugieren que los pesos que se recogen en las guías de identificación no es correcto, ya que no se corresponden con el peso que puede alcanzar un espécimen de más de 3 metros de longitud. El cailón es más corpulento que el marrajo, lo cual explica por qué el cailón presenta pesos superiores en igualdad de tamaños.

## Biología
Tiburón ovovivíparo, que alcanza la madurez sexual a los 195 cm (6-10 años) en el caso de los machos y 245 cm en las hembras (12-16 años). Las camadas constan de 1 a 5 crías por parto, aunque el promedio es de 4 y, al igual que el resto de componentes de la familia, practican la oofagia. El tiempo de gestación es de 8 a 9 meses, seguido de un periodo de descanso de 12 meses entre partos. El tamaño de los neonatos es de entre 60 y 80 centímetros. La población de segrega por edad, tamaño y sexo y los tiburones más jóvenes a menudo se encuentran en agua más cálidas que los adultos. La edad que alcanzan los individuos del Atlántico Norte es de al menos 26 años aunque en el hemisferio sur probablemente alcancen los 65 años. Esta especie se ha descrito tanto en solitario como en grupos y agregaciones de alimentación. Algunos autores lo consideran como potencialmente peligroso para las personas debido a su tamaño y actividad, pero nunca o muy rara vez se ha acusado en un ataque contra personas o barcos.

## Dieta
Este escualo es un depredador ágil que se alimenta de cefalópodos y grupos de peces pelágicos y demersales de pequeño-mediano tamaño (caballa, arenque, sardina, bacalao, peces planos, atún etc.) aunque también puede depredar a otros tiburones. Se piensa que los especímenes de gran tamaño (3 metros o más) pueden dar caza a presas de mayor tamaño (atún rojo, pez espada y ocasionalmente marsopas y delfines).

## Hábitat y distribución
Su distribución es bastante amplia (circumglobal), es una especie tanto costera como de alta mar y se encuentra en aguas árticas y de latitudes altas. Se han registrado migraciones transatlánticas. Se trata de uno de los tiburones más tolerantes al frío, en el Atlántico noroeste se encuentra principalmente entre los 5-10 °C pero su rango habitual es entre -1 °C y 23 °C. Es una especie que destaca por su tolerancia a salinidades bajas para poder depredar sobre sus presas. El rango de profundad a la que se encuentra el cailón oscila entre 0 y 1360 m, aunque normalmente se encuentra hasta los 300 m de profundidad.

## Interés comercial y actividad pesquera

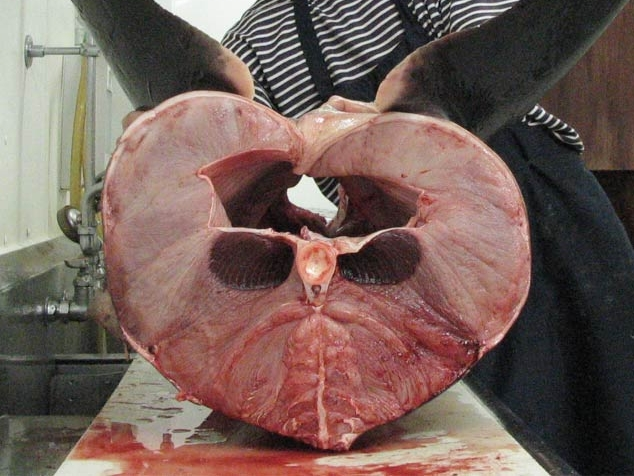
Un tiburón boca arriba y cortado transversalmente a través del medio, mostrando la cavidad del cuerpo y la columna vertebral debajo, rodeado por un músculo rosa con dos bloques musculares obviamente más oscuros que flanquean la columna. Sección transversal a través del tronco de una espada (la orientación es el vientre -arriba); Tenga en cuenta los músculos rojos centrales.

Esta especie ha soportado durante décadas una fuerte explotación pesquera, debido a que su carne es de buena calidad y textura, su sabor se asemeja al de pez espada y está considerada como una delicia, en ciertos países se la conoce comúnmente como "ternera de mar". Debido a esta intensa sobrepesca la población del Atlántico norte ha sufrido un acusado descenso (hasta un 89%) en los últimos 40 años. En consecuencia, es una especie que a días de hoy es poco abundante y los ejemplares son cada vez más pequeños.

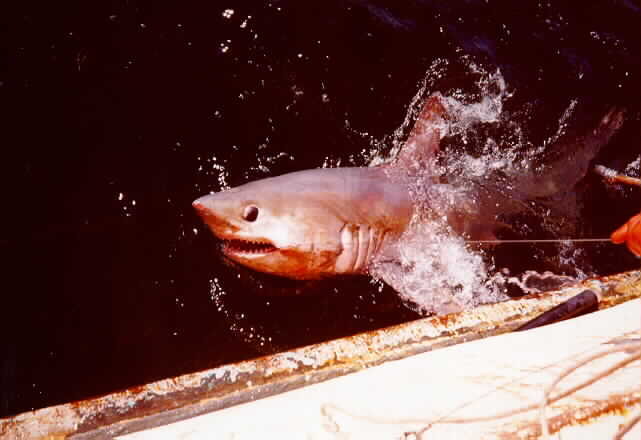
Tiburón rompiendo la superficie del agua al lado de un barco, con una línea de pesca que sale de su boca, una carabina se engancha en un palangre; Este tiburón es valorado por pescadores comerciales y recreativos.

## Estado de conservación
El estado de conservación del tiburón cailón se ha evaluado por la Lista de Especies Amenazadas de la IUCN en 2018 bajo los criterios A2bd como vulnerable a nivel global y en peligro crítico a nivel europeo. Los científicos llevan años advirtiendo el declive de la especie debido a las pesquerías, desarrollando leyes que regulen el número de capturas de este escualo. Comercialmente se le captura en gran cantidad con palangre de deriva y en menor número con artes menores; es también apreciado en la pesca deportiva por la potencia de su tracción, aunque no suele saltar fuera del agua como lo hace su pariente el marrajo.